# Liriomyza deceptiva
Liriomyza deceptiva är en tvåvingeart som först beskrevs av Malloch 1918.  Liriomyza deceptiva ingår i släktet Liriomyza och familjen minerarflugor. Inga underarter finns listade i Catalogue of Life.